# Lac Wey
Le Lac Wey est l'un des quatre départements du Tchad composant la région du Logone Occidental. Son chef-lieu est Moundou. Le préfet du département c’est Ahmed Oumarou Djibrilla

## Subdivisions
Le département du Lac Wey est divisé en sept sous-préfectures :
- Moundou
- Bah
- Deli
- Dodinda
- Mbalkabra
- Mballa Banyo
- Ngondong

## Administration
Liste des administrateurs :
Préfets du Lac Wey
- 9 octobre 2008 - 13 septembre 2011 : Mme Virgo N'Garbaroum[2]